# دوم إيترنال
دوم إيترنال (بالإنجليزية: Doom Eternal)‏ هي لعبة فيديو من نوع تصويب منظور الشخص الأول، وهي من تطوير إد سوفتوير، ومن نشر بيثيسدا سوفت ووركس الأمريكية، صدرت اللعبة بتاريخ 20 مارس 2020، وتدعم منصات بلاي ستيشن 4، جوجل ستاديا، نينتندو سويتش، إكس بوكس ون، ومايكروسوفت ويندوز.

## روابط خارجية
- دوم إيترنال على موقع IMDb (الإنجليزية)